# 佐賀県道218号高串港線
佐賀県道218号高串港線（さがけんどう218ごう たかくしこうせん）は、佐賀県唐津市を通る一般県道である。

## 概要
唐津市肥前町田野の高串地区の生活道路ともなっている市道の先にある高串漁港が起点でそこから2車線で交通量の少ない農地に囲まれた山裾をカーブを描き、国道204号交点の古保志気（こぼしき）交差点で終点となる。
終点の古保志気交差点を左折すると佐賀県道217号星賀港線となり星賀・松浦市鷹島方面となる。

### 路線データ
- 起点：佐賀県唐津市肥前町田野（高串漁港）
- 終点：佐賀県唐津市肥前町田野（古保志気交差点、国道204号交点、佐賀県道217号星賀港線終点）
- 総延長：1.8 km

## 地理

### 通過する自治体
- 唐津市

### 交差する道路
| 交差する道路                    | 交差する場所 | 交差する場所                      | 交差する場所 |
| ------------------------------- | ------------ | --------------------------------- | ------------ |
| 国道204号 佐賀県道217号星賀港線 | 肥前町田野   | 古保志気（こぼしき）交差点 / 終点 |              |

### 沿線
- 高串郵便局
- 唐津市立田野小学校
- 唐津市肥前町福祉センター